# Jhutaki
Jhutaki (en népalais : झुटकी) est un comité de développement villageois du Népal situé dans le district de Saptari. Au recensement de 2011, il comptait 4 033 habitants.